# Rio Santa Maria (vattendrag i Brasilien, Mato Grosso do Sul)
Rio Santa Maria är ett vattendrag i Brasilien.   Det ligger i delstaten Mato Grosso do Sul, i den södra delen av landet, 1 000 km sydväst om huvudstaden Brasília.
Omgivningarna runt Rio Santa Maria är huvudsakligen savann. Trakten runt Rio Santa Maria är nära nog obefolkad, med mindre än två invånare per kvadratkilometer.